# Terremoto de Hokkaidō de 2018
El terremoto de Hokkaidō de 2018 ocurrió a las 3:07 JST (18:07 UTC) del jueves 6 de septiembre de 2018 en la subprefectura de Iburi, al sur de Hokkaidō en Japón. El epicentro del terremoto fue cerca de Tomakomai y ocurrió a una profundidad de 33.4 kilómetros. La Agencia Meteorológica de Japón registró una magnitud de 6.7 grados en la escala sismológica de magnitud de momento y una intensidad máxima de 7 en la escala sísmica de la Agencia Meteorológica de Japón o escala shindo. La sacudida del terremoto se sintió fuertemente en Hokkaidō y la Prefectura de Aomori. El terremoto interrumpió el servicio eléctrico alrededor de Hokkaido, dejando 2.95 millones de residentes sin electricidad. Los reportes informaron de al menos 44 muertos, 366 heridos y al menos 30 personas desaparecidas.

## Daño y efectos

Réplicas del terremoto de Iburi en el este de 2018 en Hokkaido.

El terremoto cortó el suministro de electricidad a 2,95 millones de hogares en Hokkaido, debido a que la planta de electricidad de la Compañía de Electricidad de Hokkaido sufrió severos daños. El daño a la planta causó un desbalance entre el suministro y la demanda de electricidad a través de todo Hokkaido, propiciando el apagón. Alrededor de las 6:30 p. m. JST del día del terremoto, se reestableció el suministro de energía a 330 000 edificios en Hokkaido. 
Todos los vuelos al Nuevo Aeropuerto de Chitose fueron cancelados en el día del terremoto. Todo el transporte público, incluyendo ferrocarríles, metro, y servicios de autobús fueron suspendidos en la prefectura de Hokkaido Prefectura debido a la pérdida de electricidad y los daños; a pesar de ello, hacia las 6:30 p. m. JST del día del terremoto todas las líneas de Ferrocarril de Japón estaban de vuelta en operación, incluyendo el Hokkaido Shinkansen.
Los hospitales se vieron forzados a funcionar utilizando generadores de emergencia debido al apagón. Por la misma razón muchos de ellos no pudieron dar admisión a pacientes de emergencia.
El terremoto causó que muchas carreteras en Hokkaido quedaran intransitables. Algunas carreteras terminaron bloqueadas por escombros de derrumbes, otras acabaron destruidas por licuefacción de tierra en lugares tan alejados del epicentro como Kiyota-ku, Sapporo.
Cerca del epicentro del terremoto en Atsuma, los servicios de emergencia no podían tomar llamadas de emergencia después del terremoto debido al severo daño.

## Muertes
Se han confirmado cuarenta y cuatro muertes ocasionadas por el terremoto. La región había resultado inundada por el Tifón Jebi, el más fuerte en impactar Japón en un cuarto de siglo, el día anterior al terremoto. El sismo provocó deslaves de terreno mojado por el tifón rezagado que atraparon a varias personas.

## Respuesta

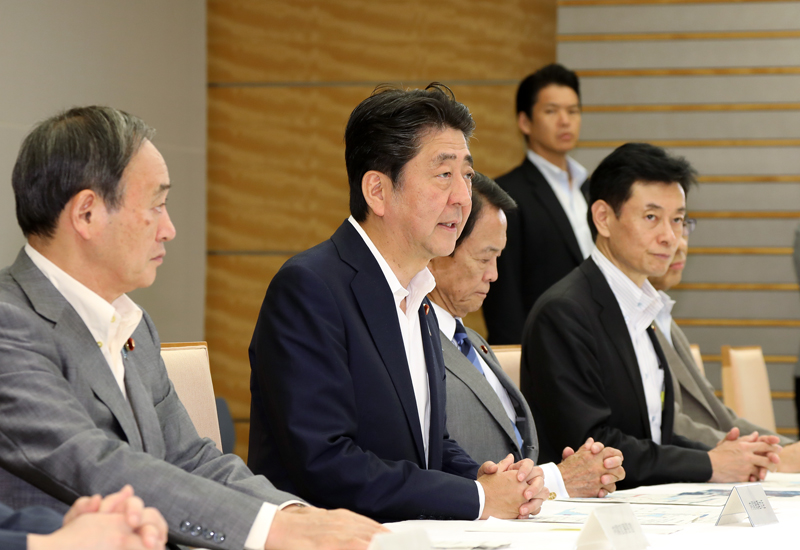
El primer ministro de Japón Shinzō Abe durante una reunión de emergencia por el asunto del terremoto (7 de septiembre).

El primer ministro Shinzō Abe anunció que 25 000 miembros de las Fuerzas de Autodefensa de Japón serían desplegados a Hokkaido para asistir en esfuerzos de alivio del desastre. También anunció que suspenderá temporalmente su campaña para ser reelegido como Presidente del Partido Liberal Democrático. Su competidor, Shigeru Ishiba, también ha aplazado algunas actividades de campaña.
La selección de fútbol de Japón canceló un partido amistoso programado para el 7 septiembre contra Chile en el Domo de Sapporo.
El equipo envió sus condolencias a las víctimas del terremoto. Equipos de rescate policiales de la prefectura de Aomori viajaron a Hokkaido por el Transbordador Seikan para asistir en los esfuerzos de alivio.
Nintendo anunció que pospondría el Nintendo Direct que se iba a realizar el 7 de septiembre a las 0:00 hora española en respuesta al terremoto. Finalmente se realizó el 14 de septiembre a las 0:00 hora española.
La serie 'Hanebado!' anuncia un retraso en su emisión debido a que el estudio se encontraba en la zona del terremoto.
Facebook activó su control de seguridad en respuesta al terremoto.